# Лескоец (община Охрид)
Вижте пояснителната страница за други значения на Лескоец.
Лескоец (понякога книжовно Лесковец, до 1945 Лѣсковецъ, на македонска литературна норма: Лескоец) е село в община Охрид на Северна Македония.

## География
Село Лескоец се намира на около 2 километра от Охрид, по пътя Охрид - Битоля. Лескоец и Велгощи са двете най-големи села в общината към 2006 г., като малък превес в числеността има Лескоец.

## История
В „Етнография на вилаетите Адрианопол, Монастир и Салоника“, издадена в Константинопол в 1878 година и отразяваща статистиката на населението от 1873 Лескоец (Leskoetz) е посочено като село с 35 домакинства със 108 жители българи.
Според статистиката на Васил Кънчов („Македония. Етнография и статистика“) от 1900 година Лѣсковецъ (Лѣскоецъ) е населявано от 200 жители, всички българи.
На Етнографската карта на Битолския вилает на Картографския институт в София от 1901 година Лесковец е чисто българско село в Охридската каза на Битолския санджак с 30 къщи.
В началото на XX век цялото население на Лескоец е под върховенството на Българската екзархия. По данни на секретаря на екзархията Димитър Мишев („La Macédoine et sa Population Chrétienne“) в 1905 година в Лескоец има 240 българи екзархисти.
Ръководител на местния революционен комитет е Петре Марков – Бешир.
При избухването на Балканската война в 1912 година пет души от Лескоец са доброволци в Македоно-одринското опълчение.
Според преброяването от 2002 година селото има 2595 жители.
| Националност     | Всичко |
| северномакедонци | 2561   |
| албанци          | 0      |
| турци            | 0      |
| роми             | 0      |
| власи            | 3      |
| сърби            | 8      |
| бошняци          | 0      |
| други            | 23     |

През февруари 2004 г. в селата Косел и Лескоец е проведен референдум за отделянето на двете селища в отделна община с център по-голямото село Лескоец, но референдумът в Лескоец пропада, заради ниска избирателна активност - под 30% от имащите право на глас.
В селото има основно училище „Ванчо Николески“ и футболен клуб „Лескоец“.
Освен средновековната „Свети Спас“ в селото има няколко църкви. Във втората половина на ХХ век е изграден параклисът „Свени Наум“. На 17 април 1997 година е осветен темелният камък, а на 17 април 1997 година готовата църква „Свети апостол Тома“ от митрополит Тимотей Дебърско-Кичевски. Изписана е от Драган Ристески от Охрид. Църквата „Свети Никола“ е изградена на темели от по-стара църква в 1995 година. Тя е еднокорабна, с двускатен покрив и е изцяло изписана. На 27 юли 1996 година е осветен темелният камък, а на 29 юли 2007 година и готовата църква „Свети Илия“ от владиката Тимотей и Иларион Брегалнишки. Цялостно изписана е от Драган Ристески.

## „Свети Спас“
Църквата „Свети Спас“ в Лескоец е един от най-известните и посещавани храмове в Охридско. Църквата е изградена от жители на селото. В надпис на южната стена се намира списък, в който се споменават над двадесет имена като ктитори, подпомогнали граденето на църквата и изографисването на фреските през 1462 година. Двама измежду ктиторите се ползват с особена почит. Техните портрети са изографисани в самата църква. Това се Тоде и неговата съпруга Булка. В тази селска църква са запазени най-много фрески от втората половина на XV век в Македония. Покрай портретите на ктиторите, важно значеие заема портретът на Свети Климент Охридски, който подобно на охридската църква Мали „Свети Врачи“, е изографисан с макет на средновековния Охрид в ръце.
Отлични примери на средновековната живопис са и композициите „Тайната вечеря“, „Миене на нозете“, „Причастие на апостолите“ и сцени от „Мъките на Христос“.

## Личности
Родени в Лескоец
- Зисо Христов, македоно-одрински опълченец, 1 рота на 9 велешка дружина, носител на бронзов медал[10]